# Neochmia ruficauda
Il diamante codarossa o diamante ruficauda (Neochmia ruficauda Gould, 1837) è un uccello passeriforme della famiglia degli Estrildidi.

## Tassonomia
Inizialmente classificata nel genere Amadina col nome di Amadina ruficauda, questa specie è in seguito ascritta al genere Neochmia. Tuttavia, secondo alcuni il diamante codarossa sarebbe filogeneticamente piuttosto distante dai diamanti del genere Neochmia (a loro volta piuttosto lontani dagli altri diamanti australiani), quanto piuttosto intermedio fra essi ed il piccolo diamante di Bichenow: la distanza dal genere Neochmia sarebbe tale che alcuni studiosi propongono di elevare al rango di genere il sottogenere di appartenenza di questi uccelli, Bathilda Reichenbach, 1862.
Se ne riconoscono tre sottospecie;
- Neochmia ruficauda ruficauda, la sottospecie nominale, un tempo diffusa in Australia centro-orientale ed attualmente considerata come estinta in purezza almeno in natura, caratterizzata da colorazione del ventre bianca e minore estensione della mascherina rossa;
- Neochmia ruficauda clarescens Hartert, 1899, diffusa nella penisola di Capo York, caratterizzata dalla presenza di sfumature giallo-verdognole su petto e ventre;
- Neochmia ruficauda subclarescens Mathews, 1921, diffusa con tre popolazioni isolate dall'Australia settentrionale fino al Pilbara ed un tempo considerata una specie a sé stante col nome di Bathilda subclarescens[4], caratterizzata da presenza massiccia del pigmento giallo-verdognolo su tutto il corpo e da maggiore estensione della mascherina facciale rossa;

In passato venivano riconosciute anche altre due sottospecie di diamante codarossa (Neochmia ruficauda connectens e Neochmia ruficauda thorpei), attualmente considerate sinonimi rispettivamente della sottospecie nominale e della sottospecie clarescens, della quale anche la sottospecie subclarescens veniva in passato considerata una variante locale.

## Distribuzione
La specie nel suo complesso è attualmente diffusa lungo tutta la fascia costiera settentrionale dell'Australia, dal Pilbara alla penisola di Capo York; un tempo una popolazione (rappresentata dalla sottospecie nominale) era diffusa anche nella porzione centro-orientale dell'isola, fra il Queensland sud-orientale ed il Nuovo Galles del Sud nord-orientale.
L'habitat del diamante codarossa è costituito dalle aree secche erbose e cespugliose, con prevalenza di savana e presenza di alberi sparsi oltre che di fonti d'acqua dolce permanenti.

## Descrizione

### Dimensioni
Misura fra i 10 ed i 12,5 cm dilunghezza, coda compresa. A parità d'età, i sessi hanno taglia simile, ma gli uccelli della sottospecie subclarescens appaiono di taglia leggermente superiore rispetto alle altre due.

### Aspetto

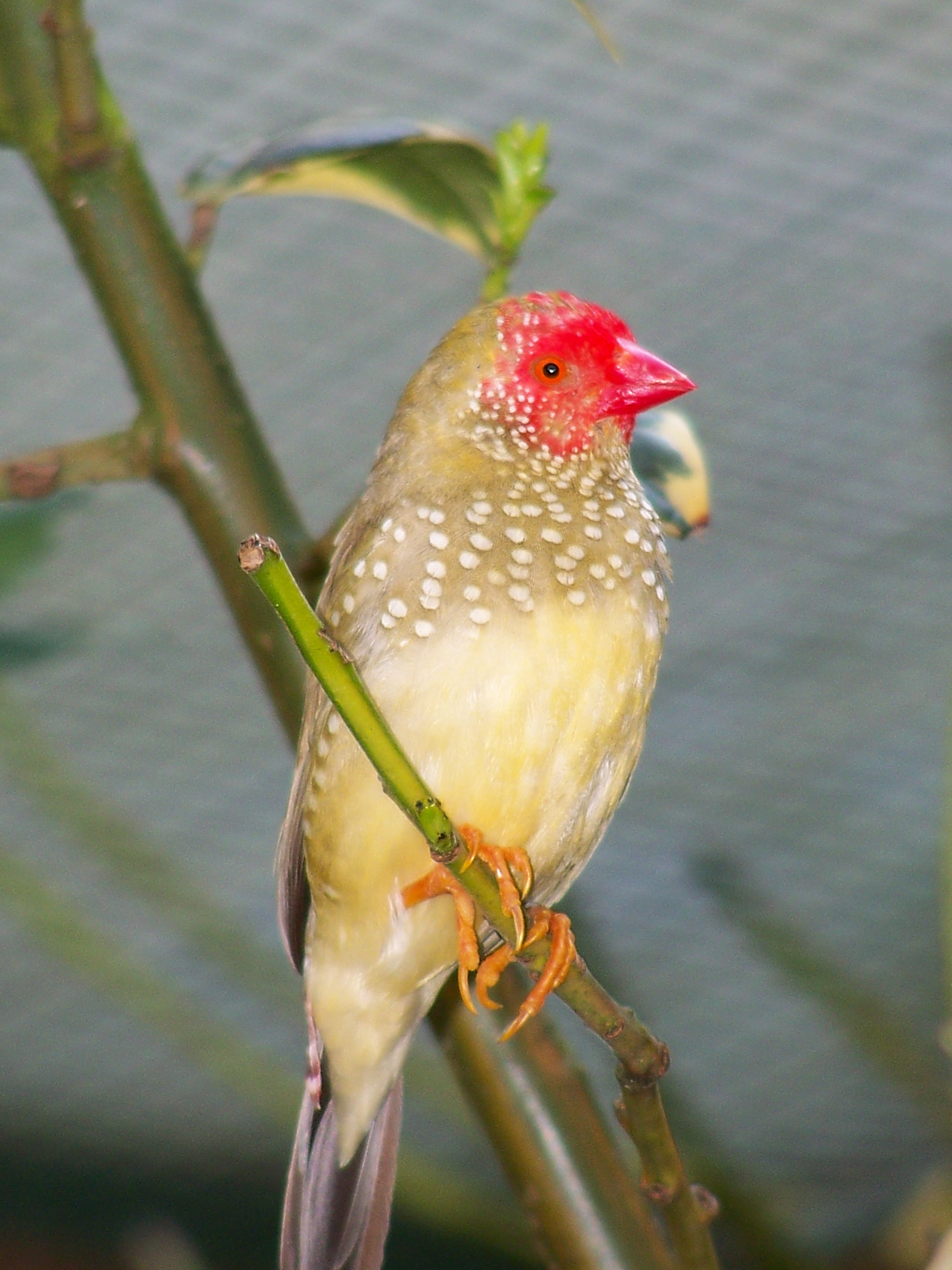
Un maschio della sottospecie clarescens: notare la sfumatura dorata del ventre.

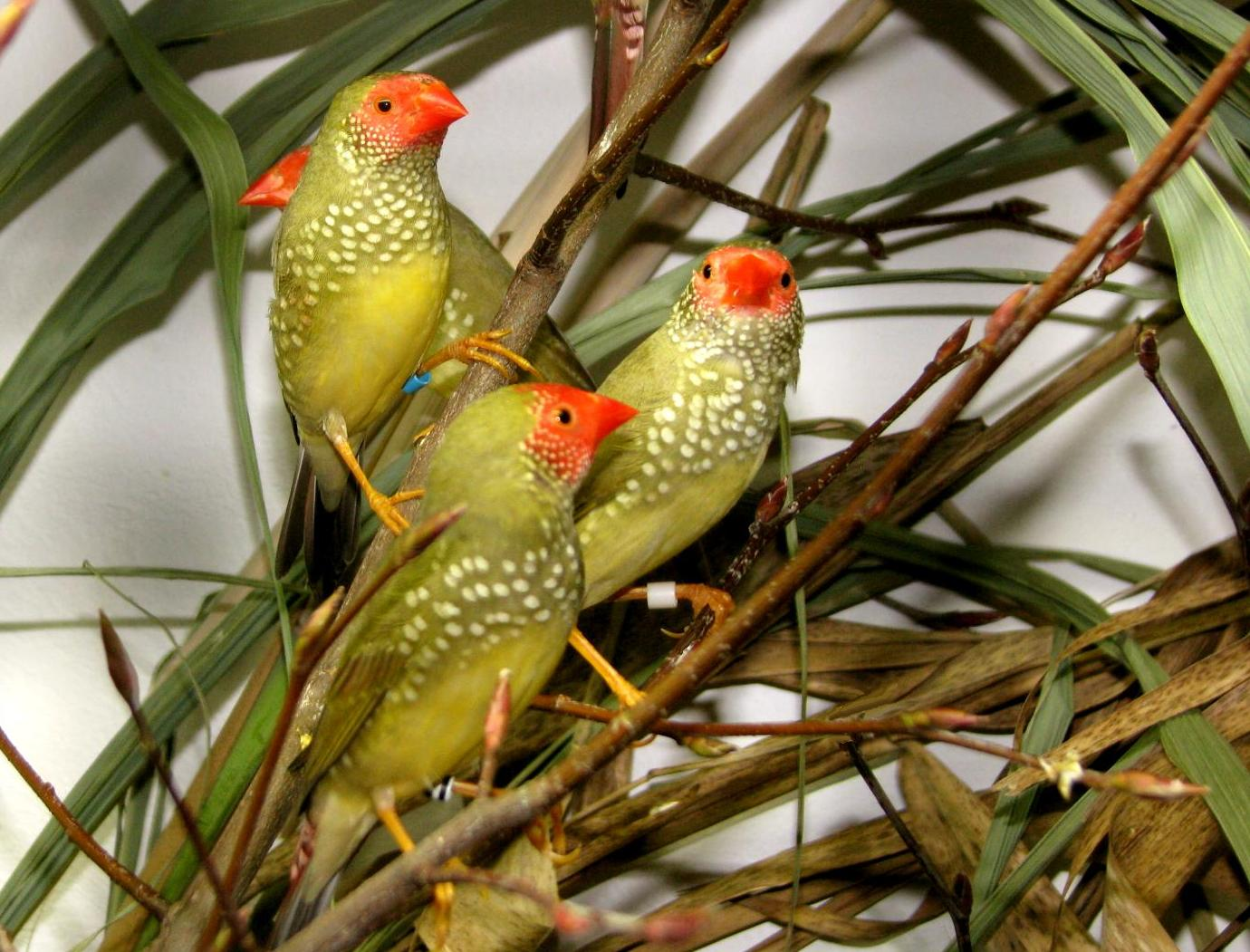
Quattro esemplari della sottospecie subclarescens: notare la tonalità giallo-verdastra del dorso.

Il diamante codarossa ha una forma slanciata, con coda romboidale piuttosto lunga (poco meno di un terzo della lunghezza totale) ed un becco forte ma meno tozzo rispetto a quello di altri diamanti australiani.

La colorazione è bruno-grigiastra su gola, petto, nuca, dorso, ali e codione, con presenza di maculature ovali o semicircolari bianche su guance, collo, gola, petto e fianchi (dove esse sono particolarmente estese), mentre il ventre è bianco-grigiastro e la coda di colore grigio-violaceo; sulla faccia è presente una mascherina di colore rosso cremisi che si estende fino a vertice, gola e guance ed è più estesa nel maschio (ed in particolare nei maschi anziani, in quanto pare che la sua estensione aumenti con l'età) rispetto alla femmina, dove essa può ridursi ad una semplice banda che dal becco arriva all'occhio. Il becco è rosso corallo, gli occhi sono rossi con anello perioculare glabro e dello stesso colore, le zampe sono di colore giallo-arancio.

Nella sottospecie clarescens la colorazione dorsale è più tendente verso il grigio, mentre sul ventre appare una distinta colorazione giallastra in luogo del bianco e la mascherina rossa è mediamente più estesa rispetto alla sottospecie nominale; nella sottospecie subclarescens anche la zona dorsale presenta sfumature giallo-verdastre.

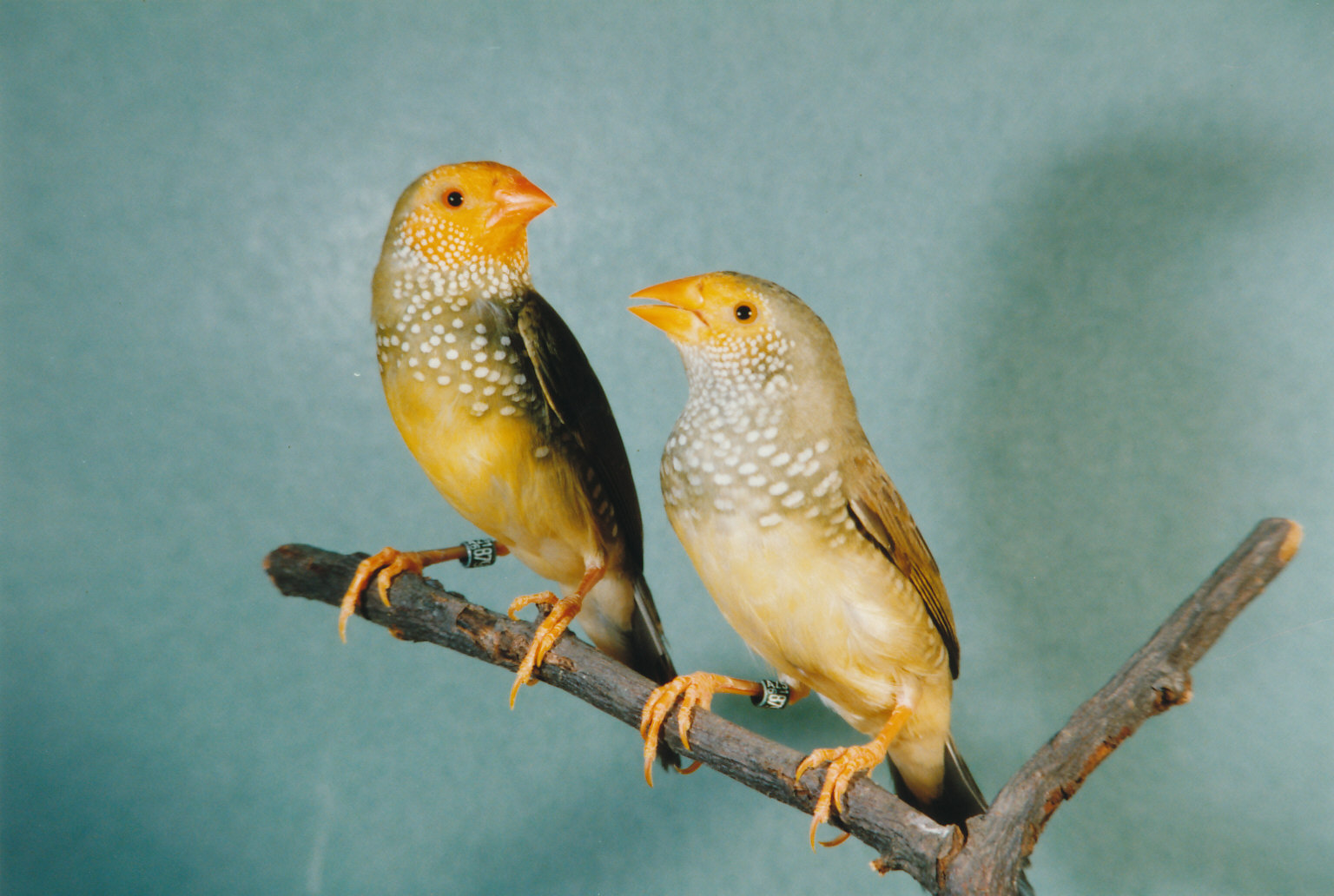
Coppia di diamanti codarossa mutazione "faccia gialla": il maschio è a sinistra.

In cattività (dove la maggioranza degli esemplari presenti è frutto di reincroci più o meno frequenti fra le varie sottospecie) sono state selezionate alcune mutazioni di colore di questo uccello:
- Faccia gialla, nella quale le aree rosse (faccia, becco e coda) divengono gialle;
- Isabella o Cannella, molto simile alla mutazione pastello, rispetto alla quale anche la colorazione rossa viene alterata, sfumando in un colore violaceo o appunto nel color cannella;
- Pastello, in cui viene alterata l'espressione della melanina, sicché le aree grigie del corpo sfumano in un colore beige, mentre il rosso ed il giallo rimangono inalterati;
- Pezzata, caratterizzata dalla presenza per l'appunto di pezzature bianche o gialline più o meno estese sul corpo;

Le varie mutazioni possono essere combinate fra loro, dando esemplari che possono presentarle entrambe, a seconda del loro carattere dominanza o recessività; ad esempio, l'incrocio di esemplari pastello con esemplari isabella dà come risultato esemplari di colore giallo su tutto il corpo (esclusi testa e coda che rimangono rossi), un tempo ritenuti una mutazione a sé stante.
Le variazioni "Faccia gialla" si chiamano colloquialmente anche "Diamanti di Buddha" dato che il loro colore giallo/mango assomiglia ai cappucci buddhisti.

## Biologia
Si tratta di uccelli che tendono a riunirsi in stormi anche di grandi dimensioni, occupando areali circoscritti che corrispondono alle zone in cui è presente il loro habitat preferito, dove si muovono principalmente durante il giorno nell'erba alta, alla ricerca di cibo.

### Alimentazione
Si tratta di una specie prevalentemente granivora, che si nutre perlopiù di piccoli semi che spezza col forte becco, prediligendo quelli ancora immaturi o quelli appena germogliati; non disdegna tuttavia di integrare la propria dieta con piccoli insetti volanti, come le termiti che sciamano numerose in determinati periodi dell'anno.

### Riproduzione
Il periodo riproduttivo di questa specie coincide con la stagione piovosa dell'emisfero australe e va all'incirca da settembre a febbraio.

Durante il corteggiamento il maschio esegue nei pressi della femmina una caratteristica serie di movimenti che comprende l'arruffamento delle penne della testa e del petto e l'esecuzione ripetuta di scatti in avanti della testa e di inchini (atti a mostrare alla possibile partner la vivace colorazione rossa della testa), il tutto eseguito tenendo nel becco una pagliuzza od uno stelo d'erba ed accompagnato dal canto; se e quando la femmina è pronta per l'accoppiamento, si accovaccia spostando lateralmente la coda.
Entrambi i sessi collaborano nella costruzione del nido, che ha una forma sferica e si compone di fili d'erba ed altro materiale intrecciato e foderato internamente con piume; il nido viene ubicato nell'erba alta o nel folto della vegetazione, ad un'altezza compresa fra 1 e 6 metri.

All'interno del nido vengono deposte da 3 a 7 uova biancastre, che è soprattutto la femmina a covare durante il giorno, mentre durante la notte esse vengono incubate da ambedue i sessi che si riuniscono nel nido per riposare. La cova dura circa due settimane, ed i nidiacei (ciechi ed implumi alla nascita) vengono imbeccati da ambedue i genitori per 21-25 giorni, dopodiché sono pronti per l'involo; tuttavia, essi tendono a rimanere nei pressi del nido per un altro mese, durante il quale vengono imbeccati sempre più raramente dai genitori.